# Svatý Kleofáš
Svatý Kleofáš (Cleophas) byl učedníkem, který v den zmrtvýchvstání Páně šel se svým druhem do Emauz a Ježíš se k nim přidal. Poukázal na jejich váhavost, která bránila jejich víře, poučil je a povzbudil. Odňal jejich zármutek a u stolu, ke kterému jej pozvali, se jim dal poznat. Kleofáše, jako svědka radostné zvěsti, stála jeho láska k Ježíši život. Podle sv. Eusebia byl sv. Kleofáš bratrem svatého Josefa a otcem druhého jeruzalémského biskupa sv. Simeona.  Jeho manželkou byla sv. Marie Kleofášova.
Jeho svátek je slaven 25. září, a to jak ortodoxními, tak i katolíky. 

## Předsevzetí, modlitba
Kleofáš je obrazem našeho osamocení, když zapomínáme, že Ježíš stále kráčí po našem boku. Učiním rozhodnutí, že budu využívat pozemské cesty života k hovoru s ním, aby na konci splnil naši prosbu a zůstal s námi.
Bože, Ty jediný jsi svatý, Ty jediný jsi pramen všeho dobra; pomáhej nám na přímluvu svatého Kleofáše, ať svůj život uspořádáme podle Tvé vůle, abychom se nepřipravili o účast na Tvé slávě. Prosíme o to skrze Tvého Syna Ježíše Krista, našeho Pána, neboť on s Tebou v jednotě Ducha svatého žije a kraluje po všechny věky věků. Amen